# Traforo del Monte Bianco
Il Traforo del Monte Bianco (in francese tunnel du Mont-Blanc) è un tunnel autostradale che collega Courmayeur, nella regione italiana della Valle d'Aosta, a Chamonix, nel dipartimento francese dell'Alta Savoia, congiungendo la regione Alvernia-Rodano-Alpi alla Valle d'Aosta: queste due comunità hanno in comune importanti legami socio-linguistici e il fatto di fondare il loro sviluppo economico sul turismo.
Costruito congiuntamente tra Italia e Francia, con i lavori di costruzione che ebbero inizio nel 1957 e terminarono nel 1965, rappresenta una delle maggiori vie di trasporto transalpino, con la parte italiana, nella rete autostradale, classificata come «traforo T1».

## Caratteristiche tecniche
La sua lunghezza è di 11,611 km ed è costituito da un'unica galleria a doppio senso di circolazione, con una sola corsia per senso di marcia. La parte più lunga si trova in territorio francese: 7.640 m, contro i 3.960 m in territorio italiano. L'altitudine è di 1.381 m sul versante italiano, ai piedi del ghiacciaio della Brenva, mentre raggiunge a metà galleria i 1.395 m, per scendere poi ai 1.271 m sul versante francese, ai piedi del ghiacciaio dei Bossons.
Il piano stradale del tunnel non è orizzontale ma di forma convessa, per facilitare il deflusso dell'acqua. Rispetto alla frontiera, il traforo passa esattamente sotto la verticale (l'aplomb) de l'Aiguille du Midi, dove lo spessore di copertura granitica raggiunge i 2.480 m, misura record per le gallerie autostradali e ferroviarie.
La sua altezza è di 5,90 m e la sua larghezza di 8 m (2×3,5 m per le corsie, e 2×0,5 m di passaggio laterale). Il raddoppio del tunnel, già progettato, non è mai stato realizzato per l'opposizione degli abitanti delle valli interessate, preoccupati per un eccessivo aumento della circolazione dei camion e del conseguente inquinamento.
Per sicurezza, in particolare dopo l'incidente accaduto nel 1999, il limite di velocità è di 70 km/h ed è vietato il sorpasso per l'intera lunghezza della galleria. È rimasto per lungo tempo il traforo autostradale più lungo al mondo.
A venti mesi dall'apertura, il 17 marzo 1967, viene festeggiato il milionesimo autoveicolo in transito: si trattava dell'Alfa Romeo Spider "Duetto" bianca della cantante sarda Marisa Sannia, che stava raggiungendo la Francia in compagnia del padre. A quella data, del milione di mezzi transitati, circa 21 000 erano pullman turistici e circa 67 000 autocarri. Dal 1965 al 2015 vi sono transitati circa 70 milioni di veicoli, con una media giornaliera che negli ultimi anni si aggira a poco meno di 5 000.
Dalla riapertura del tunnel, avvenuta nel 2002 dopo gli ammodernamenti seguiti all'incendio del 1999, la gestione dell'impianto è stata affidata a un soggetto unico, la GEIE-TMB, sotto il controllo e la supervisione di commissioni ministeriali italiane e francesi.

## Storia

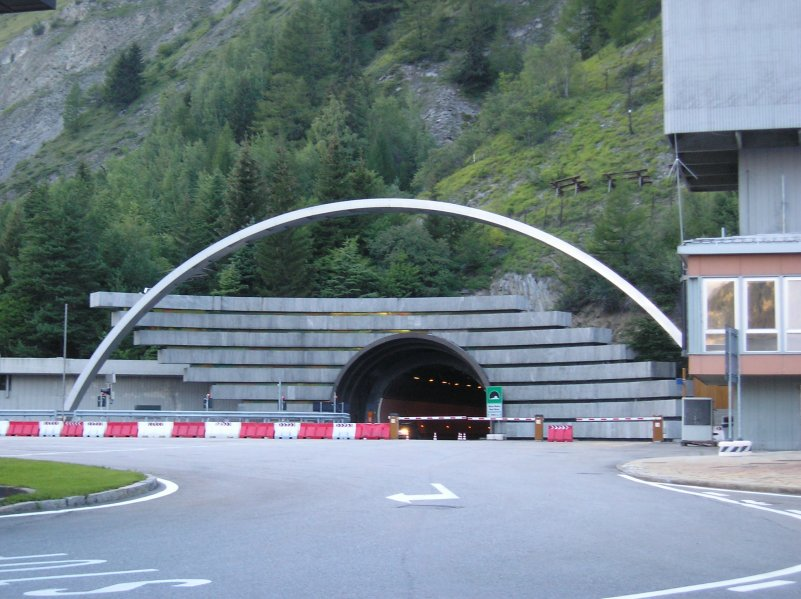
L'ingresso sul lato italiano, presso Courmayeur

Di seguito la cronologia degli eventi più importanti relativi alla storia della galleria del Monte Bianco:
- 1946: nel mese di maggio l'ingegnere Dino Lora Totino (1900-1980)[6], col progetto riveduto e aggiornato dall'ingegner Vittorio Zignoli, dà inizio ai progetti per il traforo della galleria.
- 1949: viene firmato un accordo tra le autorità italo-francesi con l'intento di proseguire l'opera.
- 1953, 14 marzo: viene firmata a Parigi una convenzione internazionale per la realizzazione e la gestione del tunnel sotto il Monte Bianco. Questo atto sarà ratificato dai rispettivi parlamenti: in Francia nel 1954, mentre in Italia nel 1957.
- 1957, 1º settembre: viene costituita la Società italiana per Azioni per il Traforo del Monte Bianco. In Francia si costituisce la S.T.M.B (Société du tunnel du Mont Blanc), che diverrà poi nel 1996 A.T.M.B (Autoroutes et tunnels du Mont Blanc).
- 1959, 8 gennaio: in Italia viene dato il via ai lavori, affidati alla Società italiana per Condotte d'Acqua di Roma.
- 1959, 30 maggio: i lavori iniziano anche sul versante francese.
- 1962, 5 aprile: due valanghe travolgono le casette provvisorie adibite ad alloggio per gli operai. Ne muoiono 3. L'alpinista Gigi Panei guida i soccorsi e riesce a salvare l'operaio Giuseppe Chiricoccoli, rimasto sotto la neve per diverse ore.[7]

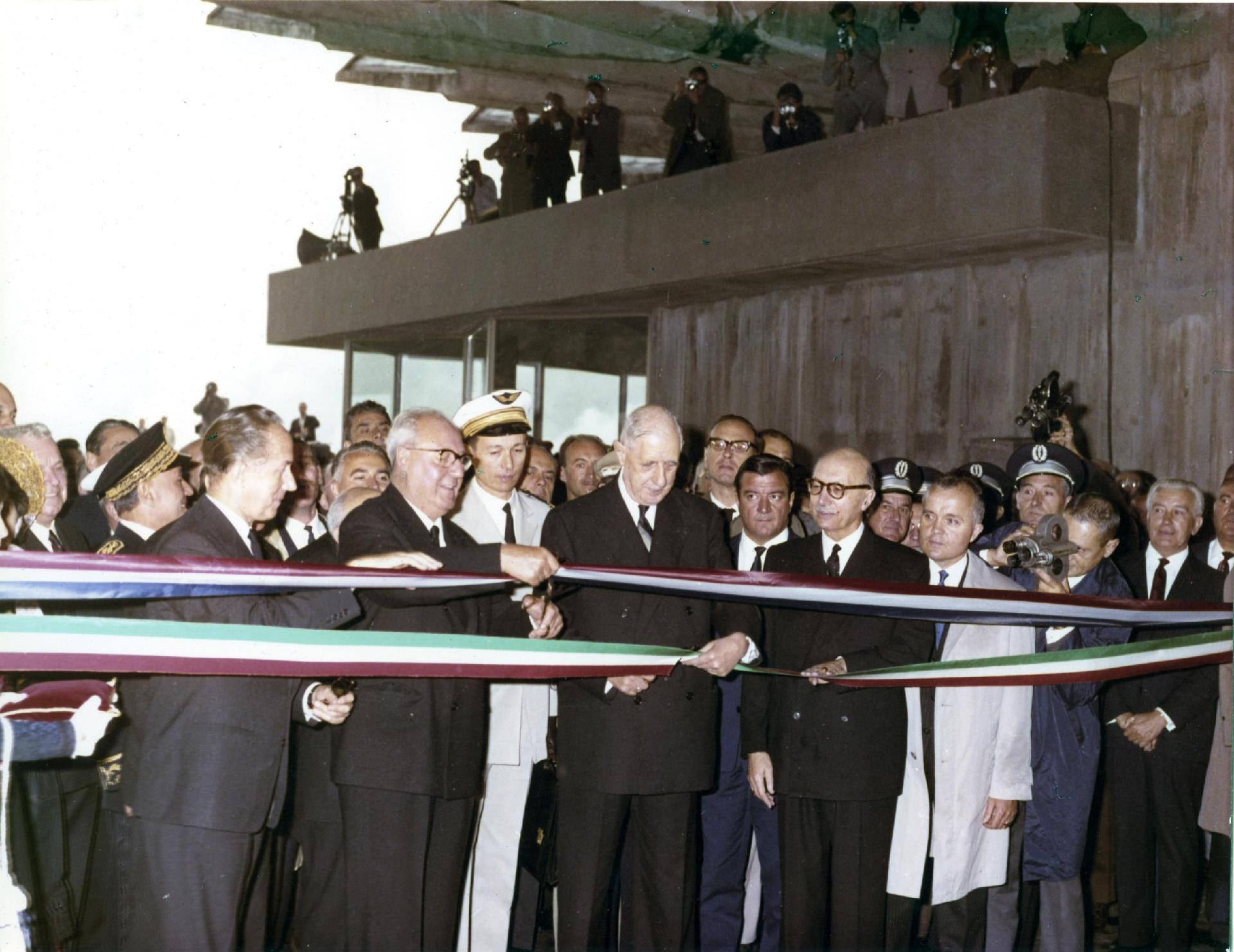
Il presidente della Repubblica Italiana Giuseppe Saragat e il presidente della Repubblica Francese Charles De Gaulle all'inaugurazione del traforo (16 luglio 1965)

- 1962, 14 agosto: gli operai delle due imprese che effettuano i lavori si incontrano abbattendo l'ultimo diaframma. Il traforo è perfettamente riuscito: sull'asse stradale lo scarto è inferiore ai 13 cm.
- 1965, 16 luglio: Il presidente della Repubblica Italiana Giuseppe Saragat e il presidente della Repubblica francese Charles De Gaulle inaugurano il tunnel.
- 1965, 19 luglio: il tunnel viene aperto alla circolazione.
- 1967, 19 marzo: dopo venti mesi transita la milionesima vettura.[8]

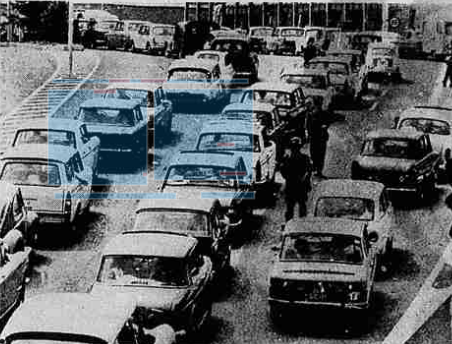
Coda all'ingresso del tunnel nel 1967.

- 1970: sul lato italiano, l'Autostrada A5 è percorribile fino ad Aosta con l'apertura del tronco Nus-Aosta.
- 1973: sul versante francese viene aperta la prima sezione dell'autostrada Autoroute Blanche, 29,5 km tra Ginevra e Bonneville. Per raggiungere il traforo, restano 55 km sulla vecchia strada RN205.
- 1978: è installata una rete di telecamere di sorveglianza, una ogni trecento metri; la capacità di alimentazione dell'aria nel tunnel è portata a 900 m³ al secondo.
- 1980: il sistema di aerazione viene migliorato ulteriormente.
- 1990: nel quadro di un piano pluriennale di modernizzazione, sono messi in opera un sistema di videosorveglianza di terza generazione con trasmissione dei dati tramite fibre ottiche, una rete di 18 rifugi pressurizzati, uno ogni 600 m, e delle nicchie di sicurezza ogni 100 m. Alcuni elementi di sicurezza vengono ammodernati: estintori, gruppi elettrogeni, posti d'allarme. Nello stesso anno, il 19 luglio, avviene l'incontro fra il Presidente della Repubblica Italiana Francesco Cossiga e l'omologo francese François Mitterrand in occasione del 25º anniversario del Traforo.[9]
- 1994: sul lato italiano, l'Autostrada A5 è percorribile fino ad Morgex con l'apertura del tronco Aosta-Morgex.
- 1997: installazione di un nuovo sistema antincendio con avvio di un piano di studi per la realizzazione di un apparato di rilevamento automatico degli incidenti, la gestione tecnica centralizzata dell'equipaggiamento di sicurezza e una nuova segnaletica con pannelli a messaggio variabile.
- 1999: il 24 marzo il tunnel è teatro di un gravissimo incendio, originatosi da un autoarticolato refrigerato, in cui perdono la vita 39 persone.
- 2001: sul lato italiano, viene aperto il tronco di Autostrada A5 fino a Morgex, a 10 km dal traforo.
- 2002: riapertura completa del tunnel dopo la ristrutturazione.
- 2007: dal lato italiano viene completato l'ultimo tronco di 10 km dell'Autostrada A5, da Morgex al traforo.
- 2025: il governo francese ha ribadito diniego al raddoppio del tunnel o all'avvio di uno studio di fattibilità tecnica, economica e ambientale.[10]